# Santa Ana (Tabasco)
Santa Ana, también llamada El Río, es un ejido del municipio de Jalpa de Méndez ubicado en la subregión centro del estado mexicano de Tabasco.

## Geografía
La localidad de Santa Ana (El Río) se sitúa en las coordenadas geográficas 18°07′14″N 93°03′41″O / 18.120556, -93.061389, a una elevación de 4 metros sobre el nivel del mar.

## Demografía
Según el Conteo de Población y Vivienda 2020, efectuado por el Instituto Nacional de Estadística y Geografía, la localidad de Santa Ana (El Río) tiene 350 habitantes, de los cuales 170 son del sexo masculino y 180 del sexo femenino. Su tasa de fecundidad es de 2.09	hijos por mujer y tiene 91 viviendas particulares habitadas.
| Gráfica de evolución demográfica de Santa Ana (El Río) entre 1950 y 2020 |
|                                                                          |
| INEGI.                                                                   |